# ONE PIECE 海賊無雙
《航海王 海賊無雙》為光榮特庫摩所開發，以ONE PIECE為題材的無雙動作遊戲，平台為PlayStation 3，由南夢宮萬代發行，發售日是2012年3月1日，於9月15日東京電玩展中公佈首波宣傳影片。

## 概要
收錄劇情將從一開始的東海到前進新世界，及魯夫2年後的造型。

## 登場人物
- 蒙奇·D·魯夫
- 羅羅亞·索隆
- 娜美
- 騙人布
- 香吉士
- 多尼多尼·喬巴
- 妮可·羅賓
- 佛朗基
- 布魯克
- 惡龍
- 克利克
- 鷹眼
- 巴奇
- 瓦波爾
- 雪兔
- 白鬍子
- 戰桃丸
- 麥哲倫
- 波特卡斯·D·艾斯
- 青雉 庫山
- 沙·克洛克達爾
- 波雅·漢考克
- 「海俠」吉貝爾
- 「Mr.2」馮·克雷
- 賈布拉
- 卡古
- 巴索羅繆·大熊
- 羅布·路基
- 布魯諾[3]

## 评价
中国大陆《游戏机实用技术》杂志为游戏打出24分。

## 外部連結
- 《航海王 海賊無雙》官方網站（页面存档备份，存于）（日語）